# Lena Ashwell
Pour les articles homonymes, voir Ashwell.
Lena Ashwell (née Lena Margaret Pocock le 28 septembre 1872; morte le 13 mars 1957  est une actrice britannique réputée pour avoir été la première à organiser à grande échelle des spectacles pour les soldats au front, durant la Première Guerre mondiale.

## Biographie
Née sur le HMS Wellesley (1815) (en) alors qu'il est au mouillage sur la Tyne, Lena Ashwell est la fille du commandant Pocock et la sœur de Roger Pocock, fondateur des Legion of Frontiersmen (en), un groupe paramilitaire. Elle grandit au Canada, puis étudie la musique à la fois à Lausanne et à la Royal Academy of Music de Londres. Mais sa voix ne suffisant pas pour les spectacles, elle devient comédienne, faisant ses débuts en 1891. Après avoir joué dans de nombreuses pièces, dont celles de Shakespeare, elle se marie en 1896 avec l'acteur Arthur Playfair (en). Il entame une procédure de divorce en 1903 après la liaison de Lena avec Robert Taber, l'ancien mari de Julia Marlowe.
À partir de 1906, elle devient directrice de théâtre, d'abord au Savoy Theatre, puis dans son propre théâtre une année plus tard.
En 1915, Lena Ashwell réunit des comédiens, des chanteurs pour faire en France des spectacles pour les soldats au front. À la fin de cette année-là, il y a 25 artistes, voyageant par petits groupes qui comptent déjà 300 000 spectateurs à leur actif.
Lena Ashwell s'investit dans la campagne pour le droit de vote des femmes en défendant les suffragettes

## Quelques photos

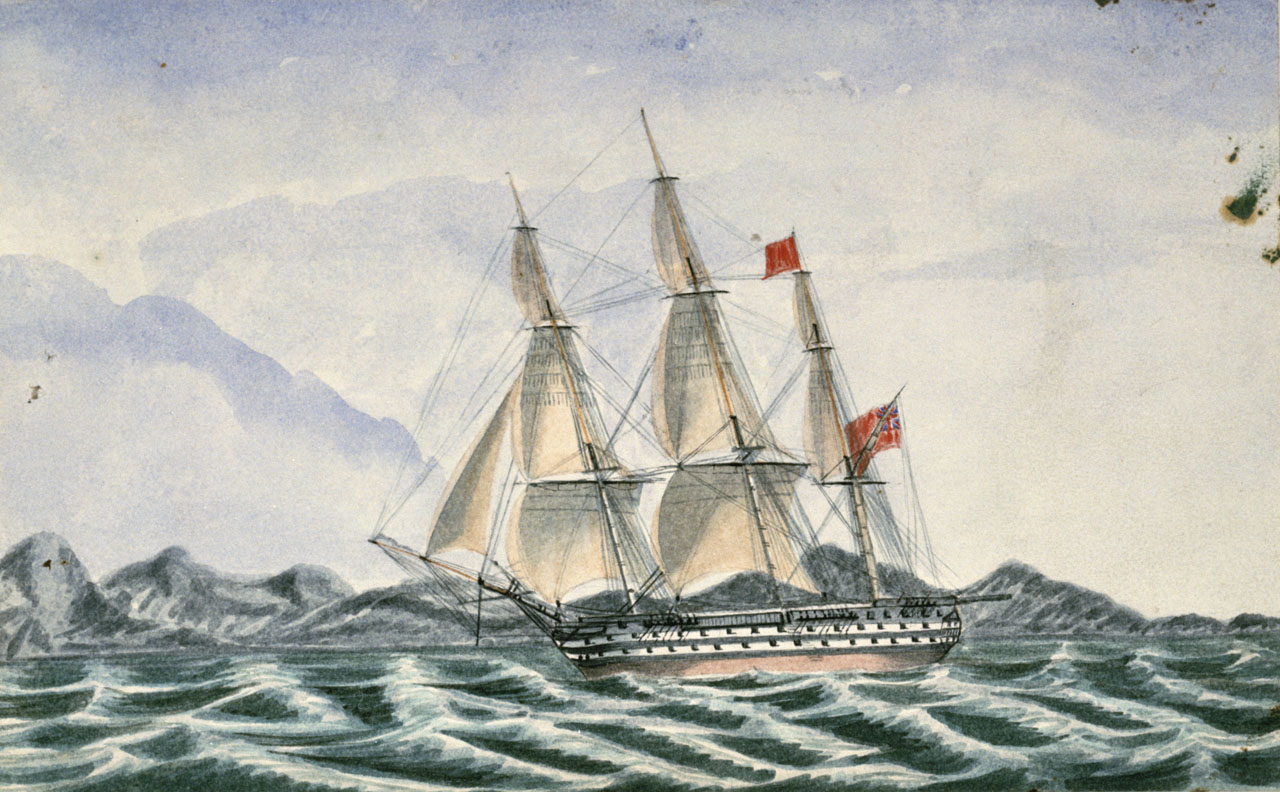
Le Wellesley, sur lequel serait née Lena Ashwell
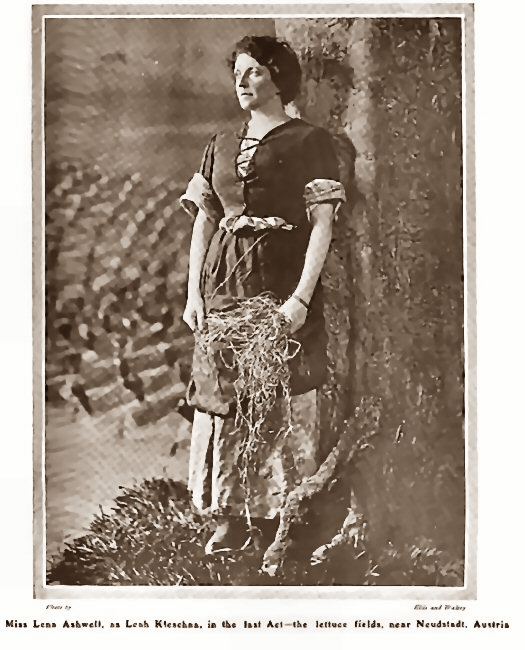
Lena Ashwell en 1905 dans Leah Kleschna (en) de C. M. S. McLellan (en)
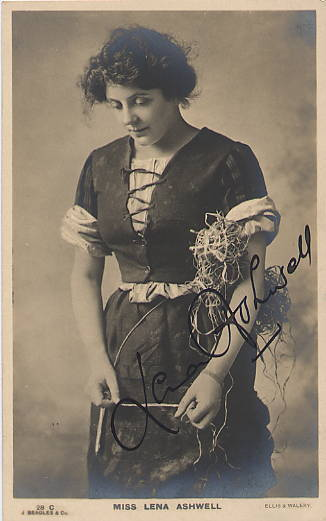
Lena Ashwell en 1905